# Paragon (Unternehmen)
Die Paragon GmbH & Co. KGaA (Eigenschreibweise: paragon) ist ein 1988 als Elektronikhersteller gegründetes börsennotiertes Unternehmen im Bereich der Automobilelektronik mit Sitz in Delbrück (Ostwestfalen).

## Aktivitäten und Standorte
Das Unternehmen beliefert die Automobilindustrie mit Geräten und Sensoren aus Akustik, Cockpit, Elektromobilität und Karosserie-Kinematik.
Neben dem Unternehmenssitz in Delbrück (Nordrhein-Westfalen) unterhält Paragon Standorte in Suhl (Thüringen), Landsberg am Lech und Nürnberg (Bayern), Markgröningen und St. Georgen (Baden-Württemberg), Limbach (Saarland), Oroslavje (Kroatien), Kunshan (China) sowie in Bangalore/Karnataka (Indien).

## Unternehmensgeschichte
Paragon wurde 1988 als Elektronikhersteller gegründet, insbesondere für Automobilelektronik. Ein zweiter Standort neben Delbrück entstand nach 1989 durch die Übernahme des robotron-Werkes in Zella-Mehlis (Thüringen). Im Jahr 2000 erfolgte der Börsengang des Unternehmens.
Die Paragon AG stieg mit dem Sportwagen Artega GT in die Automobilproduktion ein. Für dessen Entwicklung, Herstellung und Vertrieb wurde 2006 die selbständige Artega GmbH & Co. KG gegründet. Das Schwesterunternehmen meldete 2012 Insolvenz an und wurde, nachdem ein Verkauf an einen asiatischen Investor nicht zu Stande kam, von der Mutter wieder übernommen.
2009 brachte eine Liquiditätskrise die Paragon AG selbst in die Insolvenz. Das Verfahren wurde in Eigenregie als Planinsolvenz durchgeführt und Mitte 2010 abgeschlossen. Drei Monate später konsolidierte sich das Unternehmen durch die Eingliederung einer Tochtergesellschaft.
In Delbrück entstanden zwei weitere Produktionsstätten.
Im Jahr 2014 wurde die ehemalige Sparte für Elektromobilität als Voltabox ausgegründet. Die Voltabox AG ist heute ebenfalls börsennotiert und wird im CDAX gelistet.
Nachdem beim Börsengang der Konzerntochter Voltabox 2019 „schwere Bilanzierungsfehler“ aufgefunden wurden, prüfte die Deutsche Prüfstelle für Rechnungslegung (DPR) auch die Konzernmutter und entdeckte gleich mehrere Bilanzierungsfehler, die Paragon am 7. Juni 2019 veröffentlichen musste.
Im Juli 2020 wurde bekannt, dass die 2018 übernommene Produktionsstätte von Paragon in Neu-Ulm zum Ablauf des 30. Juni 2021 geschlossen wird.
2021 wurde die Beteiligung an der Voltabox AG veräußert. 
Die Gesellschaft befindet sich laut dem Geschäftsbericht 2021 in einer Liquiditätskrise. Die Gesellschaft ist im Geschäftsjahr 2022 verpflichtet, Anleihen zurückzuzahlen. Der Kurs der Aktie und der Kurs der Anleihen ist im Januar 2022 massiv unter Druck geraten.[veraltet]

## Börsennotierung
Paragon ist im Prime Standard der Deutschen Börse notiert.

## Sponsoring
Bis Juni 2009 war Paragon Namenssponsor der Paragon-Arena (heute Home-Deluxe-Arena) in Paderborn,  Spielstätte des SC Paderborn 07.

## Tochtergesellschaften
- productronic GmbH, Delbrück, (100 %)[13]
- SphereDesign GmbH, Bexbach, (100 %)[13]
- KarTec GmbH (ohne Geschäftsbetrieb), Forchheim, (100 %)[13]
- paragon Automotive Technology (Shanghai) Co. Ltd., Shanghai/China, (100 %)[13]
- paragon Automotive Technology Co. Ltd., Kunshan/China, (100 %)[13]